# Cámaras de Recurso (Oficina Europea de Patentes)

## Las Cámaras de Recurso
Las Cámaras de Recurso son un organismo internacional de carácter jurídico presidido por el juez de origen sueco Carl Josefsson. El fundamento legal de las Cámaras de Recurso se encuentra en los Artículos 21 a 24 del Convenio sobre la Patente Europea (más conocido por sus siglas en inglés: EPC). Debido a su carácter judicial, las Cámaras de Recurso son independientes y no están sometidas a la autoridad del presidente de la Oficina Europea de Patentes (más conocida por su  acrónimo en inglés: EPO). Por otro lado, las Cámaras son supervisadas y asesoradas por el "Comité de las Cámaras de Recurso" formado por jueces y por miembros del consejo de administración de la EPO. Asimismo, el funcionamiento general de las Cámaras y ciertos aspectos del procedimiento están regidos por las "Reglas de procedimiento de las Cámaras de Recurso" .
Las Cámaras de Recurso, incluida la Gran Cámara de Recurso, tienen una única sede  en Munich, Alemania. Desde octubre de 2017 las Cámaras de Recurso se trasladaron a Haar, un municipio situado a 12 km al este del centro de la ciudad de Múnich.

## El procedimiento de recurso bajo la Convención Europea de Patentes
Las decisiones de los departamentos de primera instancia de la Oficina Europea de Patentes  pueden ser objeto de recurso, es decir, de impugnación, ante las Cámaras de Recurso. Se trata de un procedimiento judicial (propio de un tribunal administrativo), en contraposición al procedimiento administrativo de primera instancia realizado por los diferentes departamentos de primera instancia de la EPO (i.e. Oficina Receptora, División de Examen, División de Oposición o División Legal) . 
Las Cámaras de Recurso son reconocidas como un órgano jurisdiccional de una organización internacional y actúan como instancia final en los procedimientos de concesión y oposición de patentes europeas, es decir, con la excepción del procedimiento de revisión bajo el Artículo 112a de la EPC (de aplicación únicamente en casos muy concretos), sus decisiones son definitivas y no están supeditadas a ninguna nivel superior de jurisdicción. 

## Miembros de las Cámaras de Recurso
Las Cámaras de Recurso están formadas por 28 Cámaras especializadas en diferentes campos técnicos: 8 en campos de mecánica, 10 en química, 3 en física y 7 en electricidad. Cada una de las Cámaras está compuesta por un presidente, 4/5 miembros técnicos y 3/4 miembros legales. Los miembros de las Cámaras de Recurso y de la Gran Cámara de Recurso son nombrados por el Consejo de Administración de la Organización Europea de Patentes a propuesta del Presidente de la Oficina Europea de Patentes. Los mandatos de los miembros tienen una duración de cinco años y, debido a su carácter judicial, los miembros sólo pueden ser destituidos en circunstancias excepcionales.
Según Sir Robin Jacob, los miembros de las Cámaras de Recurso son "jueces en todos los aspectos menos en el nombre" y como tales deben ser independientes y no están sujetos a ninguna instrucción más allá del Convenio sobre la Patente Europea.

## Gran Cámara de Recurso
Además de las Cámaras de Recurso, la Oficina Europea de Patentes tiene una "Gran Cámara de Recurso" (a veces abreviada "EBoA" o "EBA"). Esta junta no constituye un nivel adicional de jurisdicción en el sentido clásico. La Gran Cámara de Recurso, que es fundamentalmente una instancia judicial encargada de decidir sobre cuestiones de Derecho, tiene como función principal el adoptar resoluciones o emitir dictámenes bajo el Artículo 112 de la EPC cuando surgen jurisprudencias contradictorias en las Cámaras de Recurso o cuando se plantea una cuestión jurídica importante, bien por remisión de una Cámara de Recurso, bien por remisión del Presidente de la EPO. El objetivo de los dictámenes de la Gran Cámara de Recurso es "garantizar la aplicación uniforme de la ley" y aclarar o interpretar puntos importantes de la ley en relación con la EPC. La remisión de una cuestión de Derecho por una Cámara de Recurso a la Gran Cámara de Recurso es bastante similar a la remisión por un órgano jurisdiccional nacional al Tribunal de Justicia de las Comunidades Europeas.
La Gran Cámara de Recurso también es la encargada de examinar las peticiones de revisión de las decisiones de las Cámaras de Recurso bajo el Artículo 112a de la EPC. Esta función se introdujo con la entrada en vigor de la EPC 2000 en diciembre de 2007, y tiene una ámbito de aplicación muy limitado. 
Por último, la Gran Cámara de Recurso es la única instancia que puede proponer el cese de un miembro de las Cámaras de Recurso. De conformidad con el Artículo 23(1) de la EPC, un miembro de la Gran Cámara de Recurso o de una Cámara de Recurso no podrá ser destituido de su cargo durante el mandato de cinco años, salvo por motivos graves y si el "Consejo de Administración, a propuesta de la Gran Cámara de Recurso, adopta una decisión a tal efecto". Hasta ahora ningún miembro de las Cámaras de Recurso ha sido destituido durante el periodo de mandato.